# Ricardo Suriñach Carreras
Monseñor Ricardo Suriñach Carreras, (Mayagüez, Puerto Rico 1 de abril de 1928 - Ponce, 19 de enero de 2005).
Suriñach fue ordenado sacerdote el 13 de abril de 1957 y elegido obispo auxiliar el 26 de mayo de 1975, puesto del que tomó posesión el 25 de julio de ese mismo año.
Pasó a ser obispo titular de la Diócesis de Ponce el 10 de noviembre de 2000, donde se instaló el 30 de noviembre de 2000. Pasó a ser obispo emérito de Ponce desde el 11 de junio de 2003. Fallece en Ponce el 19 de enero de 2005.
| Predecesor: Juan Fremiot Torres Oliver | Obispo 2000 - 2003 | Sucesor: Félix Lázaro Martínez, Sch.P. |